# Heinz Pönert
Heinz Pönert (* 20. August 1920; † 2015 in Eisenhüttenstadt) war Fußballspieler in Leipzig und wurde mit der BSG Chemie Leipzig DDR-Meister. Später wurde er Fußballtrainer im DDR-Fußballspielbetrieb. 

## Sportliche Laufbahn

### Spieler
Pönert war bis 1945 Spieler bei TuRa Leipzig und spielte mit diesem Verein in der Gauliga Sachsen, zu diesem Zeitpunkt eine der höchsten Spielklassen des Deutschen Fußball-Bundes. Nach dem Ende des Zweiten Weltkriegs wurde TuRa Leipzig aufgelöst, und viele der ehemaligen Spieler schlossen sich der neu gebildeten SG Leutzsch an. Unter ihnen war auch der 25-jährige Heinz Pönert. Der SG-Nachfolger, die ZSG Industrie Leipzig gehörte 1949 zu den Gründungsgemeinschaften der DS-Oberliga (spätere DDR-Oberliga). Im Stammaufgebot stand auch Pönert, der in der ersten Oberligasaison 1949/50 21 der 26 Punktspiele bestritt. Dabei wurde er flexibel in allen Mannschaftsteilen eingesetzt. Bereits in der zweiten Saison erkämpften sich die Leipziger, inzwischen als BSG Chemie antretend, die Meisterschaft. Der inzwischen 30-jährige Pönert wurde allerdings nur noch in drei Punktspielen eingesetzt. In der Spielzeit 1951/52 kam Pönert noch zweimal in Punktspielen zum Einsatz, danach beendete er seine Laufbahn als Fußballspieler. In der DDR-Oberliga war er zwischen 1949 und 1952 in 26 Punktspielen eingesetzt worden. Zu Torerfolgen kam er nicht.

### Trainer
1953 begann Pönert als Fußballtrainer zu arbeiten. In der Saison 1953/54 betreute er den Oberligisten Empor Lauter, danach war er bei Chemie Leuna tätig und führte die Mannschaft 1955 in die drittklassige II. DDR-Liga. Vom März bis Juli 1958 war Pönert für 12 Spieltage Trainer beim Oberligisten Motor Jena, ehe er von Georg Buschner abgelöst wurde. Im Sommer 1961 übernahm er den Aufsteiger in die zweitklassige DDR-Liga Stahl Stalinstadt, der kurz darauf in Stahl Eisenhüttenstadt umbenannt wurde. Mit dem Liganeuling konnte er die Saison 1961/62 mit dem Klassenerhalt beenden. Nachdem er zu Beginn der Spielzeit 1962/63 das Traineramt beim DDR-Liga-Aufsteiger SC Frankfurt übernommen hatte, wurde ihm im November 1962 wegen „verbandsschädigendem Verhalten“ vom DDR-Fußballverband die Trainerlizenz entzogen. Doch bereits zur Saison 1963/64 durfte Pönert in den Trainerberuf zurückkehren und betreute für drei Spielzeiten den DDR-Ligisten Motor Bautzen. Ab 1966 war er Trainer bei Aktivist Schwarze Pumpe und stieg bereits nach einer Saison aus der Drittklassigkeit in die DDR-Liga auf. In den 1980er Jahren war Pönert Bezirkstrainer beim Bezirksverband Frankfurt/Oder und lebte in Eisenhüttenstadt.